# Carlos Fajardo
Carlos Fajardo (* 1966 in Havanna) ist ein ehemaliger kubanischer Radrennfahrer und nationaler Meister im Radsport.

## Sportliche Laufbahn
Fajardo war überwiegend im Bahnradsport aktiv, bestritt aber auch Straßenrennen.
1986 gewann er die nationale Meisterschaft in der Einerverfolgung. Im Finale schlug er Antonio Quintero. 1985 gewann er die Bronzemedaille bei den kubanischen Meisterschaften im 1000-Meter-Zeitfahren. Als Mitglied der Nationalmannschaft bestritt er Länderkämpfe gegen die Auswahlmannschaften der DDR und der Sowjetunion. 
1987 gewann er die nationale Meisterschaft im Straßenrennen. 1989 konnte er zwei Etappen der Kuba-Rundfahrt gewinnen.